# ХК Витковице
ХК Витковице Стил (чеш. HC Vítkovice Steel је професионални хокејашки клуб из града Остраве у Чешкој Републици. Клуб се такмичи у чешкој екстралиги. Утакмице на домаћем терену игра у ЧЕЗ Арени капацитета 12.500 седећих места.
ХК Витковице основан је 1928. године спајањем клубова Моравске Славије и Слована из Остраве. Два пута је освајао титуле победника у некадашњој хокејашкој лиги Чехословачке, прву у сезони 1951/52. и другу 1980/81.

## Ранија имена
- 1928 - ССК (Sportovně společenský klub);
- 1936 - ЧСК (Чешки спортски клуб - Český sportovní klub);
- 1945 - СК Витковице железарни
- 1948 – Сокол Витковичке железарни
- 1952 – Баник Витковице (Baník Vítkovice)
- 1957 – ВЖКГ Острава
- 1976 – ТЈ Витковице
- 1993 – ХК Витковице
- 2005 - ХК Витковице Стил

## Успеси
- Хокејашка лига Чехословачке и Чешка екстралига
  - победници (2): 1951/51 и 1980/81.
  - финалисти (9): 1949/50, 1950/51, 1952/53, 1982/83, 1992/93, 1996/97, 2001/02, 2009/10, 2010/11
- Шпенглеров куп, учествовали 4 пута – 1980, 1981, 2011, 2012

## Дворана
Домаће утакмице Витковице играју у спортској дворани ЧЕЗ Арена отвореној 1986, капацитета за хокејашке утакмице 9.568 седећих места. Дворана носи садашње име од 2003. године.